# Панченко Пимен Омелянович
Пи́мен Па́нченко (біл. Пімен Емяльянавіч Панчанка; *23 серпня 1917, Ревель — †2 квітня 1995) — білоруський поет.

## Біографія
Народився у селянській сім'ї, що виїхала на заробітки в Прибалтику. 1920 року сім'я повернулася до Бегомлю. 1934 року закінчив педагогічні курси у Бобруйську. У 1934—1935 роках був завідувачем школи, у 1935—1936 роках — вчителем Козулецької школи, у 1938—1939 роках викладав мову та літературу в Кіровській середній школі Могильовської області. Водночас заочно вчився на філологічному факультеті Мінського викладацького інституту (закінчив 1939 року).
З вересня 1939 року до січня 1946 перебував у Червоній Армії: був кореспондентом, письменником у армійських та фронтових газетах. Брав участь в поході Червоної Армії в Західну Білорусь, в боях на Брянському, Західному, Калінінському, північно-Західному фронтах, у 1944—1945 роках перебув з частинами Червоної Армії в Ірані.
1946 року працював у редакціях часопису «Вожык», газети «Літаратура і мастацтва», був головним редактором часописів «Советская Отчизна» (тепер «Неман», 1954—1958), «Маладосць» (1958—1966), секретарем правління Спілки письменників БРСР (1966—1971). Як член делегації БРСР 1958 року брав часть в роботі XIII сесії Генеральної Асамблеї ООН. Його обирали депутатом Верховної Ради БРСР (1957—1967, 1971—1975), головою Республіканського комітету охорони миру. Член білоруського ПЕН-центру з 1989 року. Член Спілки письменників СРСР з 1989 року.
Панченка було нагороджено орденом Леніна, трьома орденами Червоного прапора, двома — «Знак Пошани», Жовтневої Революції, Вітчизняної війни II ступеню, медалями. 1973 року йому надали звання Народного поета БРСР.
Помер 2 квітня 1995 року.